# Раса панів (Цілком таємно)

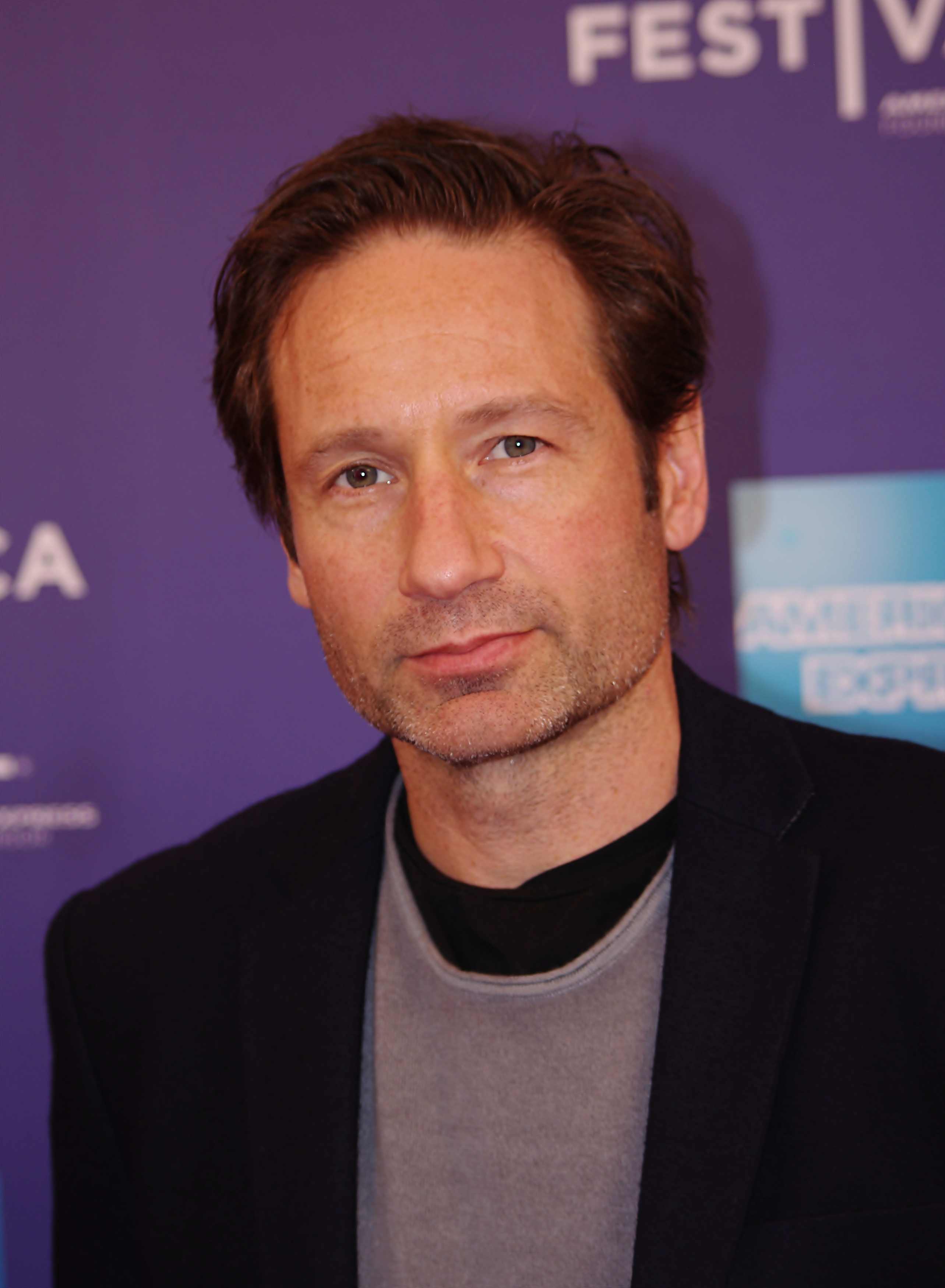

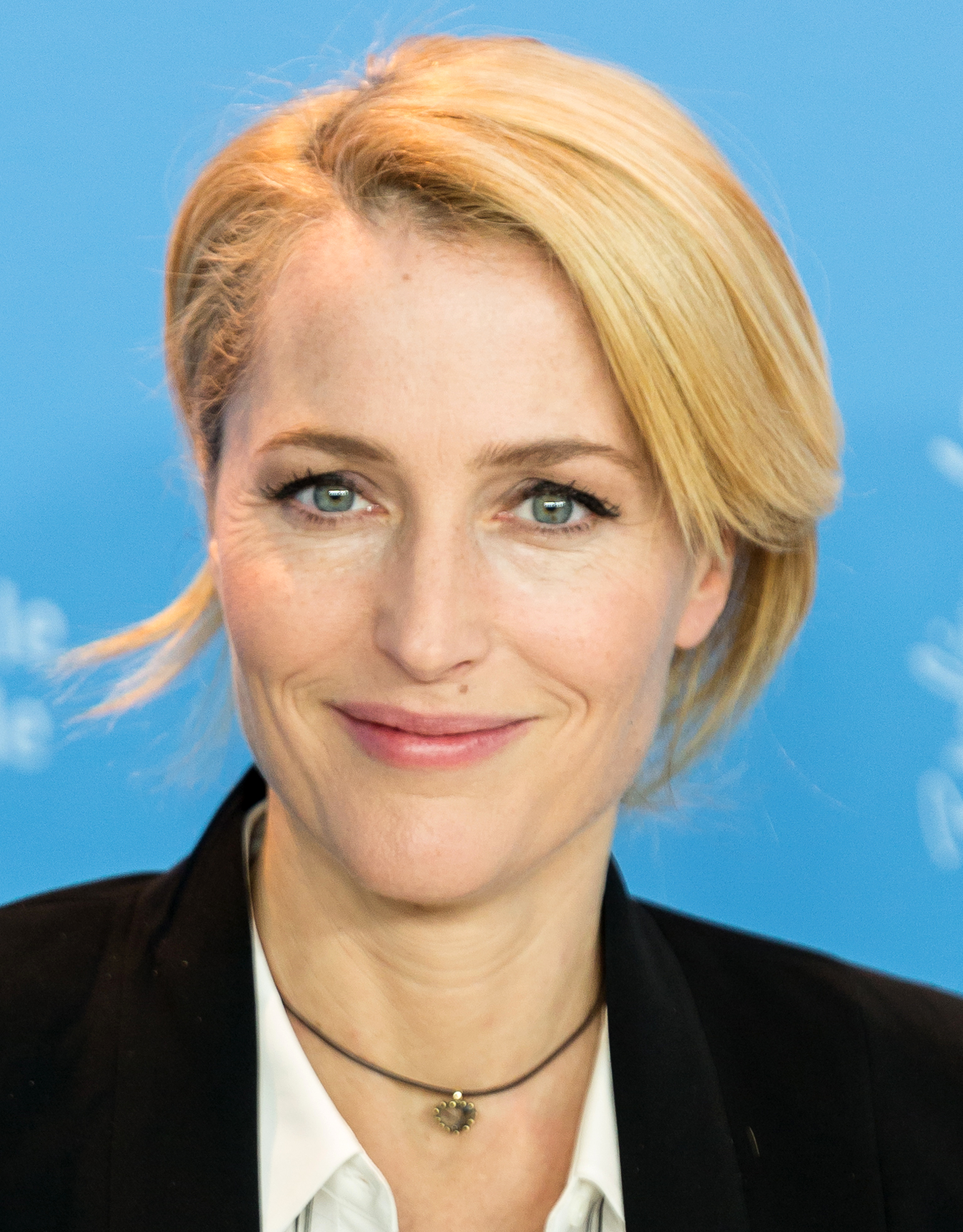

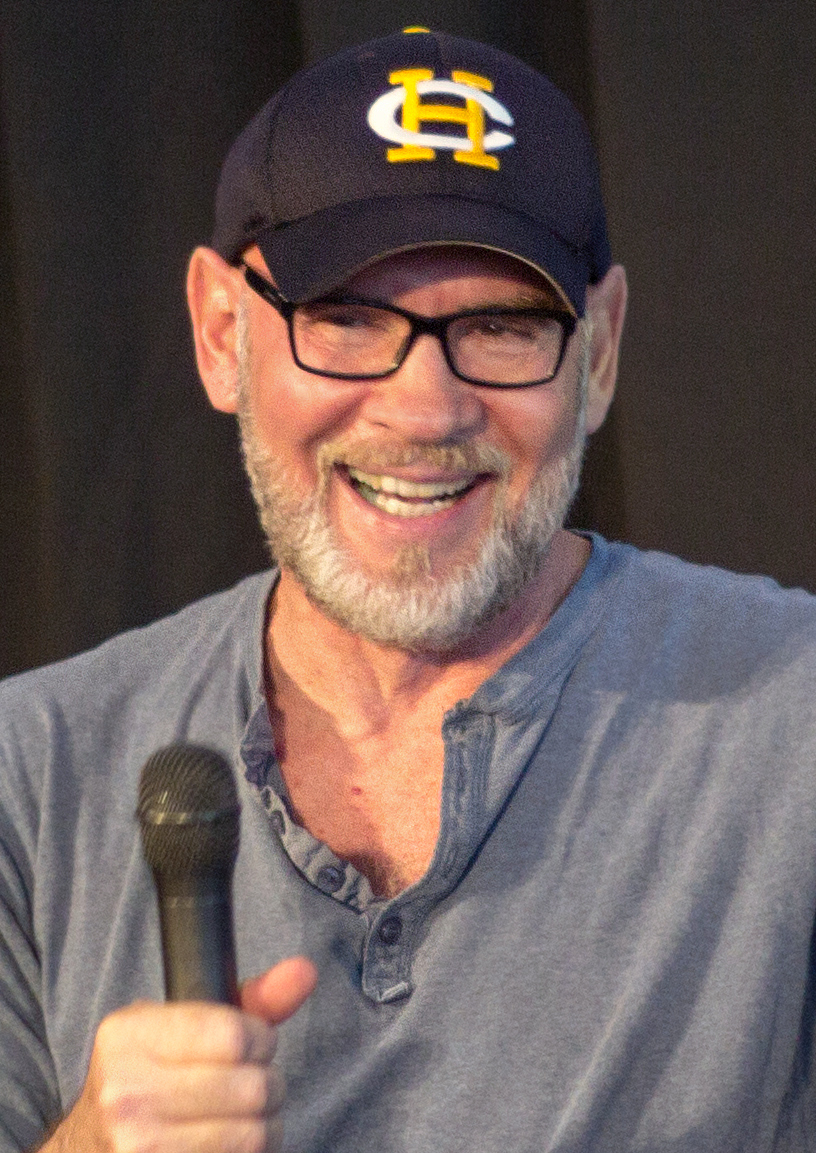

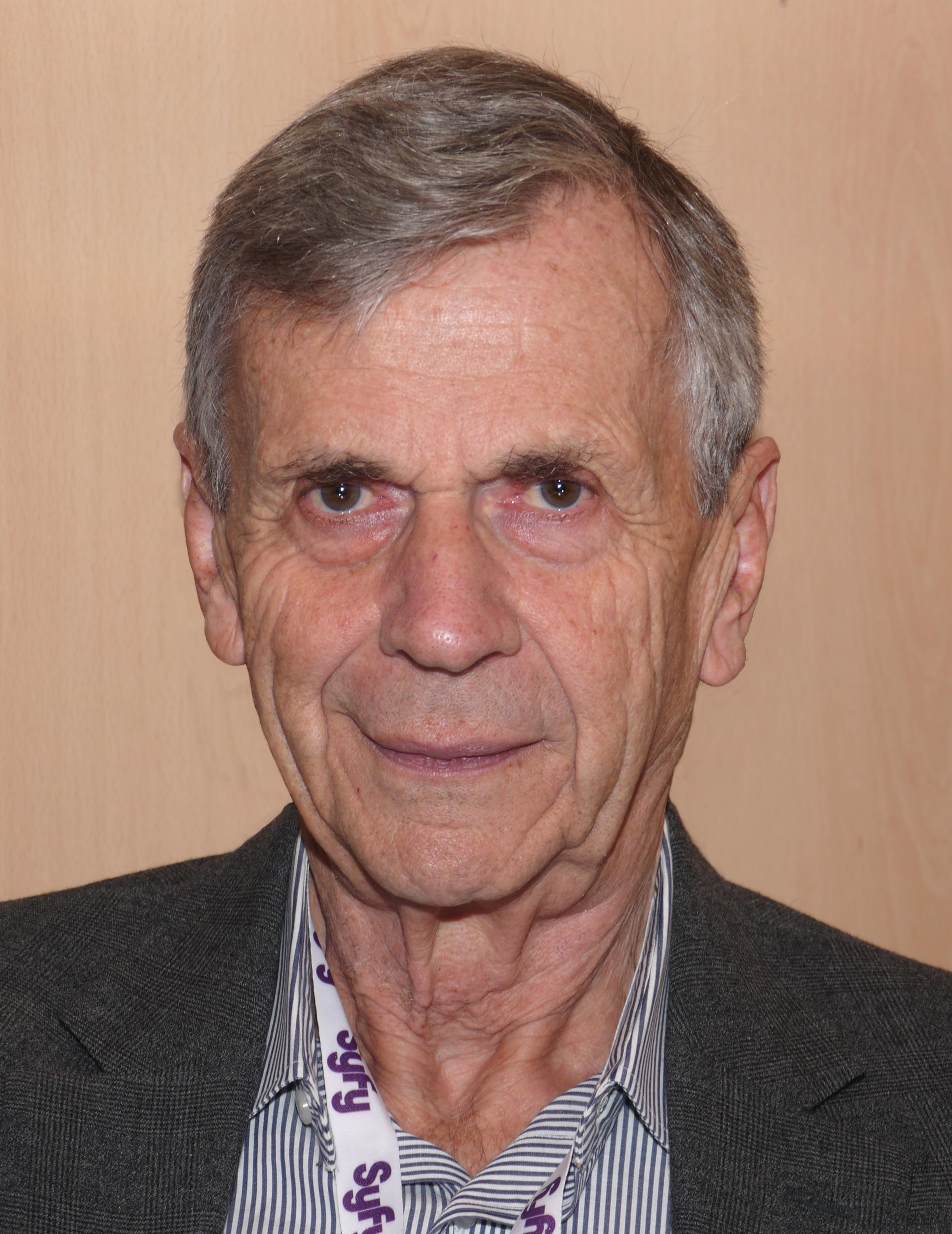

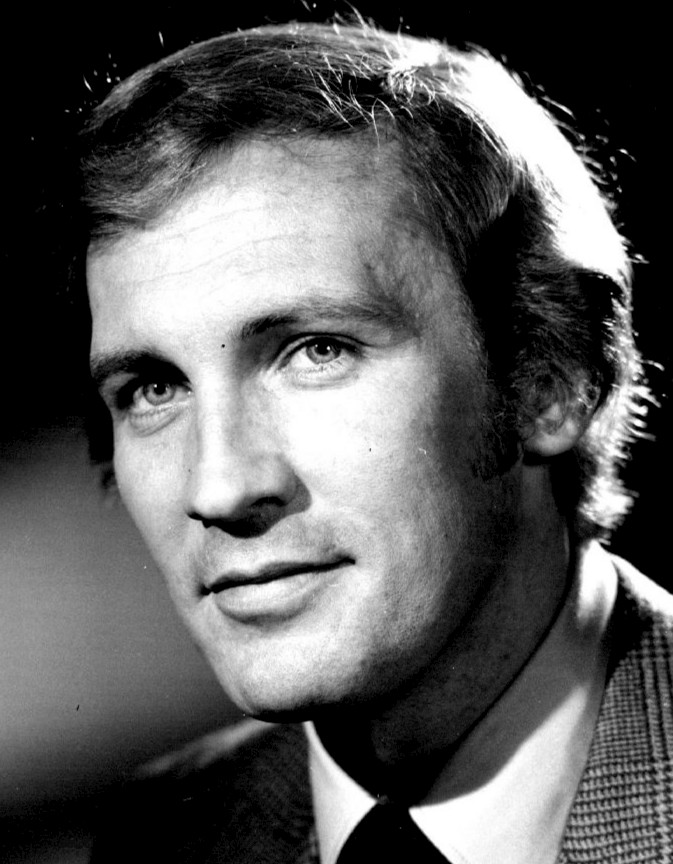

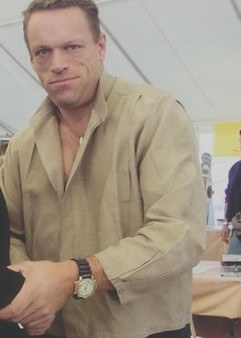

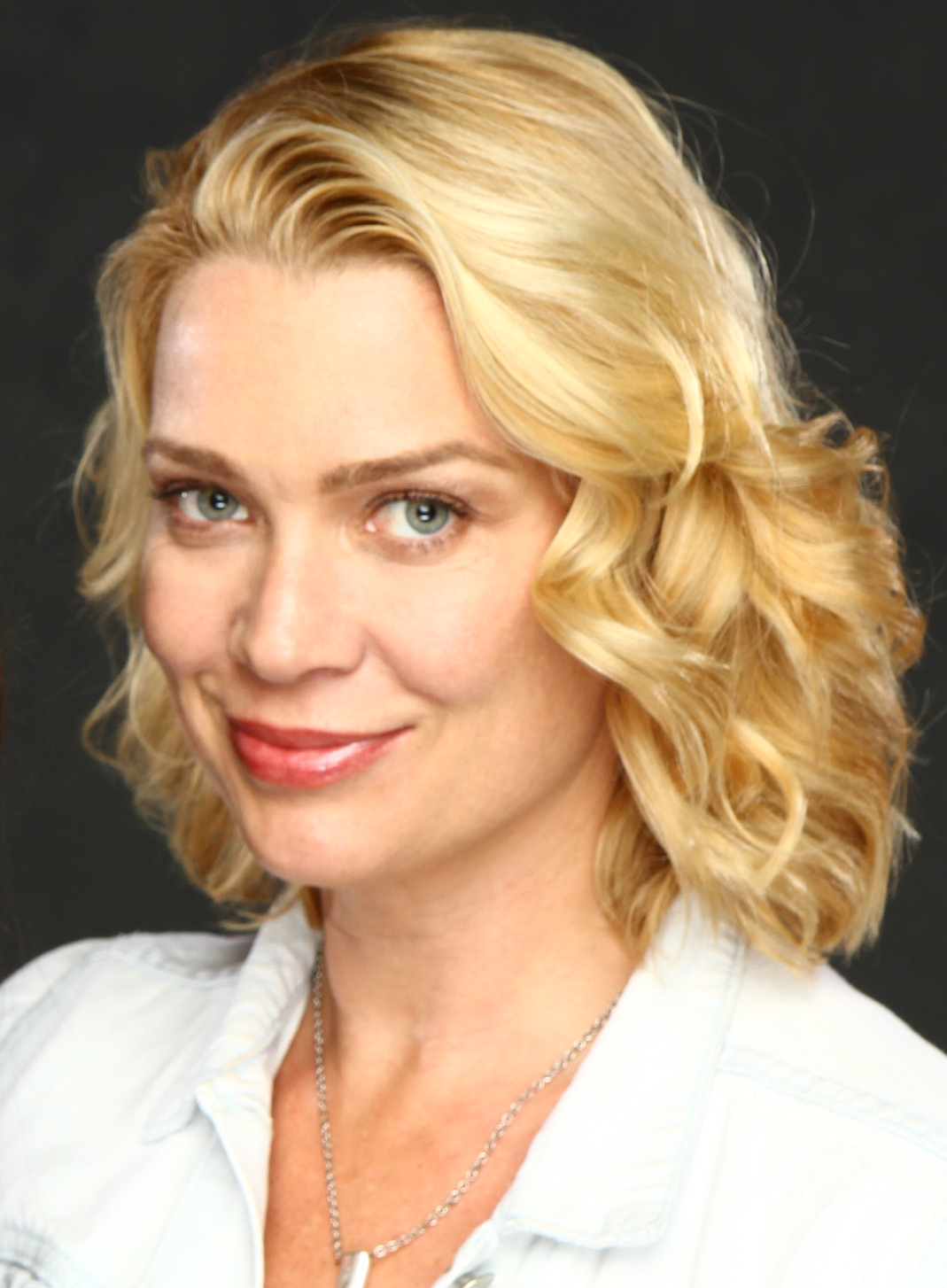

Раса панів — перша серія четвертого сезону американського науково-фантастичного телевізійного серіалу «Цілком таємно». Прем'єра в мережі «Фокс» відбулася 4 жовтня 1996 року.
Епізод відноситься до міфології серіалу. «Herrenvolk» отримав рейтинг домогосподарств Нільсена 13,2, його переглянули 21,11 мільйона людей у прем'єрному показі.
Спеціальний агент ФБР Фокс Малдер демонструє велику кількість доказів викрадення своєї сестри Джеремаєю Смітом і робить відчайдушну спробу врятувати її, переслідуючи Мисливця.. «Herrenvolk» — друга частина двосерійного епізоду, що продовжує сюжет із фіналу третього сезону «Таліта Кумі».
Усе смертне

## Зміст
В сільській місцевості Альберти працівника електрокомпанії на стовпі вжалила бджола. П'ять однакових хлопчиків підходять і спостерігають, як монтер б'ється в судомах, падає на землю й помирає. Хлопці дивляться на його тіло, а потім мовчки йдуть.
На віддаленому промисловому майданчику перебувають Фокс Малдер, Дейна Скаллі та Джеремая Сміт; їх знаходить Мисливець. Малдер і Сміт в гонитві втікають, Джеремаю Мисливець ловить за ногу. Сміт стрибає з будови. Мисливець дістається до набережної. Малдер сидить під листям; підкрадається до Мисливця і забиває його в шию чужорідним стилетом. Малдер і Джеремая рятуються на човні, залишаючи Скаллі наодинці з начебто мертвим Мисливцем. Коли Дейна наближається до тіла, Мисливець із шприцем в спині ловить Скаллі за горло, вимагаючи дізнатися, куди прямують Малдер і Сміт. Мисливець відпускає Дейну.
На човні Малдер і Сміт дискутують, чи варто врятувати матір Малдера Тіну, незважаючи на ризик, що на них чекають Люди в чорному. Зрештою Малдер погоджується, що відвідувати її було б занадто небезпечно. В Провіденсі (Род-Айленд) Курець з приспішниками у лікарні чатує на Малдера. Скаллі повідомляє Малдеру — Мисливець поїхав за ним. Фокс і Сміт прямують до Канади на викраденій машині. Скіннер розмовляє із Дейною, всі 5 Джеремай зникли. Малдер і Сміт пішки дісталися Канади, дорогою вони знаходять мертвого електрика. Малдер в бінокль бачить свою сестру Саманту, що не подорослішала. Мала Саманта не вміє спілкуватися. В поселенні до Малдера з будинків виходять мовчазні Саманти і біляві хлопці — овулярно-серійні клони.
Містер Ікс зв'язується із Дейною та каже — його матері потрібний захист. До Малдера і Сміта в поселенні клонів проривається Мисливець. Малдер заводить їх у великий вулик з бджолами. Мисливець спускається у підвал із бджолами. Втікачі зіштовхують на нього гігантські стільники. Мисливця жалять тисячі бджіл.
Скаллі та Пендрелл досліджують записи (Дейна використовує підказку Містера Ікс). Вони звітують перед Скіннером та Управлінням щодо даних, які відслідковуються Смітом, що виявлені дослідження, схоже, є каталогізацією людей. Скіннер гнівається на Скаллі — дзвонить Малдер і повідомляє про свої плани. Мисливець наздоганяє Малдера, Сміта та клона, вдаряючись у їхню машину фургоном. Мисливець лишає Малдера живим — в непритомному стані. Мисливець переслідує Джеремаю.
Малдер повертається до лікарні, щоб побачити матір, змирившись з тим, що він не зможе її врятувати. Синдикат веде Містера Х до пастки в квартирі Малдера, де його застрелює Сивий чоловік. Х повзе в квартиру Фокса і перед смертю записує у кров'ю літери «СРСГ».
Листи ведуть Малдера до Маріти Коваррубіас, помічниці Спеціального представника Генерального секретаря ООН. Коваррубіас повідомляє Малдеру, що відомі йому поля в Канаді покинуті, але показує світлину з безпілотників — «бджоли» опрацьовують насадження. У лікарні Курець спрямовує Мисливця, щоб вилікувати матір Малдера, кажучи йому, що найлютіший ворог — той, кому нічого втратити.
Не все смертне

## Знімались
| Актор             | Роль                       |
| ----------------- | -------------------------- |
| Девід Духовни     | Фокс Малдер                |
| Джилліан Андерсон | Дейна Скаллі               |
| Мітч Піледжі      | Волтер Скіннер             |
| Вільям Брюс Девіс | Курець                     |
| Стівен Вільямс    | містер Ікс                 |
| Рой Тоннес        | Джеремая Сміт              |
| Браян Томпсон     | Іншопланетний мисливець    |
| Ребекка Тулан     | Тіна Малдер                |
| Лорі Голден       | Маріта Коваррубіас         |
| Ванесса Морлі     | Саманта Малдер в дитинстві |
| Дон С. Вільямс    | Перший Старійшина          |
| Морріс Панич      | Сивий чоловік              |
| Брендан Бейзер    | Пендрелл                   |
| Ґарвін Кросс      | ремонтник                  |